# Heinz Hartmann
Heinz Hartmann (Vienna, 4 novembre 1894 – Stony Point, 17 maggio 1970) è stato uno psichiatra e psicoanalista austriaco.

## Biografia
Hartmann nasce in una famiglia che presenta profonde radici scientifiche e culturali. Suo padre era un professore di storia, mentre sua madre era una pianista e scultrice.

Dopo aver completato gli studi superiori, si laurea e lavora presso l'istituto di Psichiatria e Neurologia dell'Università di Vienna fino al 1934, per poi emigrare negli Stati Uniti, dove diviene il primo direttore della Clinica terapeutica dell'Istituto psicoanalitico di New York.
Dal 1932 al 1941 diresse l'Internationali Zeitschrift fur Psychoanalyse e dal 1945, con Anna Freud e Ernst Kris, The Psychoanalytic Studies of the Child.
Hartmann fu uno dei maggiori esponenti della cosiddetta Psicologia dell'Io, una corrente fondamentale della psicoanalisi post-freudiana che concentra la sua attenzione soprattutto sull'Io, le sue funzioni e il suo rapporto con la realtà.

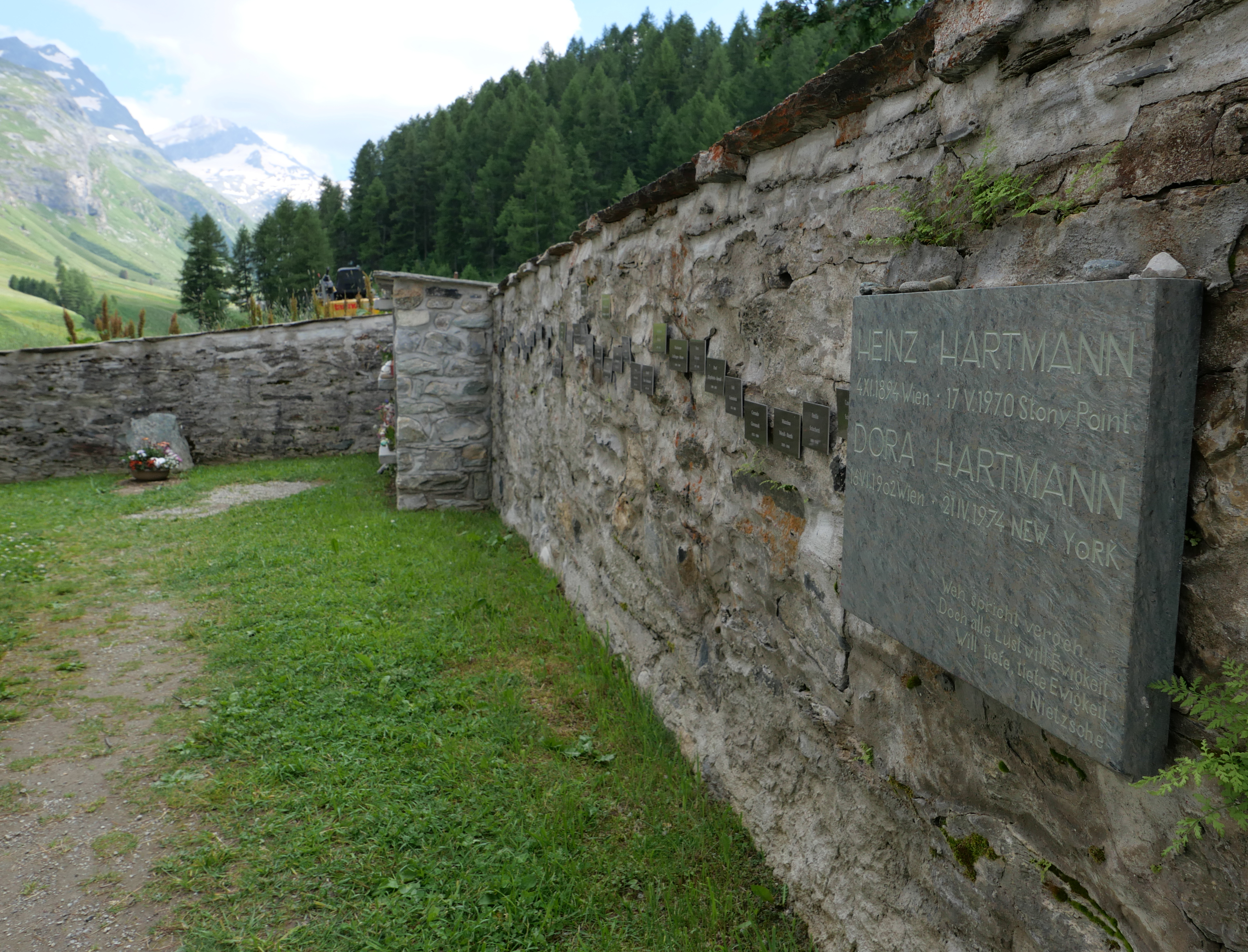
La tomba nel 2024 con la Val Fex sullo sfondo.

Hartmann, nei suoi studi, parte da una critica al modello classico che si interessava poco dello sviluppo del comportamento non patologico occupandosi invece degli aspetti inconsci, dei conflitti e della patologia. 
Egli propone quindi un modello psicodinamico della personalità normale, ovvero indaga anche gli aspetti dello sviluppo normale connessi con la realtà esterna e la coscienza.

I resti mortali di Hartmann furono sepolti nel cimitero della cappella di Fex-Crasta del XV secolo nella Val Fex, una frazione del comune di Sils im Engadin/Segl, un villaggio nel cantone svizzero dei Grigioni. Sua moglie Dorothea "Dora", nata Karplus (1902-1974), anch'essa psicoanalista statunitense di origine austriaca, trovò la sua ultima dimora al suo fianco. La lapide reca una citazione dal romanzo "Così parlò Zarathustra" del filosofo tedesco Friedrich Nietzsche, che trascorse alcune estati nella vicina Sils negli anni Ottanta dell'Ottocento: 
„Weh spricht vergeh / Doch alle Lust will Ewigkeit / Will tiefe, tiefe Ewigkeit“

[“Guai dice vai via / Ma ogni piacere vuole l’eternità / Vuole un’eternità profonda, profonda”]

## L'importanza dell'Io
Per Hartmann l'Io assume un ruolo centrale nello sviluppo dell'individuo. A differenza della visione freudiana, l'Io non è più visto come una struttura psichica dotata di una limitata autonomia, la cui funzione primaria è quella difensiva, ma diviene una struttura complessa, formata da più sub-strutture e avente differenti funzioni.

Nonostante questo cambio di focalizzazione, Hartmann resta molto legato alle ipotesi e le teorie di Freud, tanto da essere definito lo psicologo post-freudiano più ortodosso.

### Origini e funzioni
L'Io per Hartmann deriva da tre fattori:
1. Le pulsioni;
2. La realtà;
3. I fattori ereditari.

Quindi si nota che da una parte resta fedele al modello pulsionale freudiano, dall'altra vede il costituirsi dell'Io come struttura nei termini di un continuo scambio e rapporto che avviene con la realtà e l'influsso degli aspetti ereditari.
In effetti il suo pensiero sarà basato sul fatto di integrare nuove concezioni rimanendo però fedele al modello e le teorie di Freud.
L'innovazione di Hartmann sta nel pensare a una "sfera dell'Io libera dai conflitti". Al contrario di Freud, che vedeva l'Io in eterna lotta nel difendersi dagli attacchi dell'Es, del Super-Io e della realtà (i famosi tre tiranni dell'Io), Hartmann ritiene invece che esista una parte dell'Io, relativamente esente da conflitti pulsionali, la quale permette l'adattamento e lo sviluppo.
Questa parte dell'Io libera da conflitti è quella che contiene le funzioni principali dell'Io, che si dividono in due categorie:
- Funzioni autonome primarie;
- Funzioni autonome secondarie.

Delle prime fanno parte per esempio la percezione, la motricità, l'intenzionalità, l'anticipazione, l'intelligenza, il linguaggio, la volontà, il pensiero e la verbalizzazione.
Queste funzioni sono dette primarie perché, appunto, si sviluppano in maniera relativamente indipendente dalle pulsioni; relativamente per il fatto che comunque sono in parte influenzate dalle pulsioni stesse (pensiamo ad esempio alla percezione in un individuo che soffre di un qualche disturbo che lo porti a vedere oggetti che non esistono).
Le funzioni autonome secondarie sono invece delle forme di comportamento che iniziano come difese dalle pulsioni, per poi diventare con lo sviluppo relativamente libere dalle richieste pulsionali come ad esempio la creatività e l'arte.

### Le energie dell'Io
Hartmann pone l'Io come centro cardine per lo sviluppo. Ma l'Io, per poter esercitare questa funzione, deve possedere una propria energia.

Si ricordi che per Freud l'Io non possedeva una propria energia, ma questa derivava dall'Es.
Per Hartmann invece l'Io non si differenzia dall'Es, ma al pari di questo si differenzia da un originario indifferenziato.
Inoltre l'Io è dotato di una propria energia libera non istintuale. Questa energia, detta energia primaria dell'Io, è quella che viene utilizzata per attivare le funzioni autonome primarie.
Per quanto riguarda, invece, le funzioni autonome secondarie, Hartmann introduce il concetto di energia neutralizzata. Con questo concetto intende il processo per cui l'energia che proviene dagli impulsi e la libido viene deistintualizzata e desessualizzata, rendendola appunto neutra.
Ciò può assomigliare al concetto freudiano di sublimazione ma se ne differenzia per alcuni aspetti fondamentali: innanzitutto la neutralizzazione dell'energia non è un processo esclusivamente difensivo attuato a seconda delle esigenze, bensì un processo continuo che, trasformando l'energia stessa (e non deviandone la meta), favorisce l'adattamento, lo sviluppo e il funzionamento dell'Io.

### Il concetto di adattamento
L'Io per Hartmann, grazie alle sue funzioni, diviene l'organo specifico dell'adattamento. L'adattamento è inteso come l'insieme dei processi che permettono di dominare la realtà, ed è un concetto fondamentale per lo sviluppo dell'individuo. L'adattamento, però, può avvenire solo se il bambino si trova a vivere in un ambiente sano e gratificante, quello che Hartmann definisce “ambiente medio prevedibile”. Con questo termine si intende non solo un buon ambiente biologico, ma anche sociale. In questo aspetto della sua teoria quindi si nota una maggiore attenzione per la realtà e le relazioni oggettuali (le relazioni che il bambino intrattiene con le persone più significative della sua infanzia), anche se Hartmann punta sempre maggiormente l'attenzione sui fattori biologici.

Ritiene, infatti, che ciò che permette l'adattamento è soprattutto il bagaglio ereditario innato di cui l'Io dispone, anche se alcune funzioni si svilupperanno in seguito se l'ambiente lo permette. Le relazioni oggettuali sono quindi secondarie al bisogno di sopravvivenza.
Inoltre, secondo Hartmann, il rivolgersi dell'Io alla realtà esterna non dipende da una frustrazione interna come per Freud, ma dalla natura stessa dell'Io.
L'adattamento quindi non è un processo passivo, ma attivo e inoltre non è nemmeno un processo individuale ma transgenerazionale e culturale. Questo perché il bambino quando nasce non si ritrova ad affrontare la situazione di adattamento ex novo, ma può sfruttare le abilità e le conoscenze fino ad allora ottenute dalla stessa umanità.

## La terapia psicoanalitica
Secondo Hartmann la sanità mentale è data dal giusto equilibrio fra pulsioni, strutture psichiche e funzioni dell'Io. L'individuo ben adattato all'ambiente è colui che risulta produttivo e capace di godere della vita.
La terapia psicoanalitica si rifà a quella che è la base della terapia psicoanalitica della psicologia dell'Io: quindi attenzione per l'Io, le sue difese, il suo rapporto e adattamento con la realtà.
Diviene molto importante il concetto di interpretazione. Queste possono essere distinte in due gruppi:
- Interpretazioni intersistemiche: quelle che riguardano i conflitti tra Io e le altre istanze psichiche;
- Interpretazioni intrasistemiche: quelle che riguardano i conflitti tra funzioni interne all'Io stesso.

L'interpretazione per Hartmann diviene efficace solo in presenza di un setting ottimale, che può essere garantito solo da una strutturazione rigorosa e da interventi preliminari che favoriscono l'emergere dei contenuti inconsci.
L'interpretazione efficace è inoltre diversa da una semplice spiegazione. L'interpretazione, infatti, deve contenere dei riferimenti temporali concreti alla realtà del paziente e deve essere espressa con parole vicine al modo di pensare del cliente e a seconda delle circostanze.
È molto importante anche che l'interpretazione non vada mai troppo in profondità, ma resti sempre su quella che viene definita una “distanza ottimale dalla superficie” che può essere identificata con il rifarsi ai contenuti del preconscio e mai a quelli dell'inconscio.